# Aforia trilix
Aforia trilix é uma espécie de gastrópode do gênero Aforia, pertencente a família Cochlespiridae.